# Vånsjö
Vånsjö är en by i södra delen av Torstuna socken i norra delen av Enköpings kommun, Uppland.
Byn består av enfamiljshus samt bondgårdar och är belägen vid länsväg C 809.
Ortens postnummer är 749 72 FJÄRDHUNDRA